# Janji Mauli (Batang Onang)
Janji Mauli is een bestuurslaag in het regentschap Padang Lawas Utara van de provincie Noord-Sumatra, Indonesië. Janji Mauli telt 173 inwoners (volkstelling 2010).